# Osma Vlada Republike Hrvatske
Osma Vlada Republike Hrvatske je saziv Vlade Republike Hrvatske u periodu od 30. srpnja 2002. do 23. prosinca 2003. Predsjednik Vlade bio je Ivica Račan. 

## Sastav
| Ime i prezime               | Funkcija                                          | Vrijeme obnašanja dužnosti                |
| --------------------------- | ------------------------------------------------- | ----------------------------------------- |
| Ivica Račan                 | predsjednik                                       | 30. srpnja 2002. do 23. prosinca 2003.    |
| dr. sc. Goran Granić        | potpredsjednik                                    |                                           |
| prof. dr. sc. Ante Simonić  | potpredsjednik                                    |                                           |
| Slavko Linić                | potpredsjednik                                    |                                           |
| Željka Antunović            | potpredsjednica                                   |                                           |
| Željka Antunović            | ministrica obrane                                 |                                           |
| prof. dr. sc. Mato Crkvenac | ministar financija                                |                                           |
| dr. sc. Ljubo Jurčić        | ministar gospodarstva                             |                                           |
| Ivica Pančić                | ministar hrvatskih branitelja iz Domovinskog rata |                                           |
| dr. sc. Antun Vujić         | ministar kulture                                  |                                           |
| mr. sc. Božidar Pankretić   | ministar poljoprivrede i šumarstva                |                                           |
| Roland Žuvanić              | ministar pomorstva, prometa i veza                |                                           |
| dr. sc. Vladimir Strugar    | ministar prosvjete i športa                       |                                           |
| Davorko Vidović             | ministar rada i socijalne skrbi                   |                                           |
| Šime Lučin                  | ministar unutarnjih poslova                       |                                           |
| Tonino Picula               | ministar vanjskih poslova                         |                                           |
| mr. sc. Neven Mimica        | ministar za europske integracije                  |                                           |
| Radimir Čačić               | ministar za javne radove, obnovu i graditeljstvo  |                                           |
| Željko Pecek                | ministar za obrt, malo i srednje poduzetništvo    |                                           |
| Božo Kovačević              | ministar zaštite okoliša i prostornog uređenja    | do 18. srpnja 2003.                       |
| prof. dr. sc Ivo Banac      | ministar zaštite okoliša i prostornog uređenja    | od 18. srpnja 2003. do 23. prosinca 2003. |
| mr. sc. Andro Vlahušić      | ministar zdravstva                                |                                           |
| prof. dr. sc. Gvozden Flego | ministar znanosti i tehnologije                   |                                           |
| Ingrid Antičević-Marinović  | ministrica pravosuđa, uprave i lokalne samouprave |                                           |
| mr. sc. Pave Župan Rusković | ministrica turizma                                |                                           |
| Gordana Sobol               | ministrica u Vladi                                |                                           |
| Jagoda Premužić             | tajnica Vlade                                     |                                           |

## Poveznice
- Vlada Republike Hrvatske
- Popis hrvatskih predsjednika Vlade
- Predsjednik Vlade Republike Hrvatske

## Vanjske poveznice
- Kronologije Vlade RH  Arhivirana inačica izvorne stranice od 1. srpnja 2007. (Wayback Machine)
- Vlada RH  Arhivirana inačica izvorne stranice od 11. lipnja 2007. (Wayback Machine)